# مصطفى أكيول
مصطفى أكيول (بالتركية: Mustafa Akyol)‏ ، صحفي وكاتب تركي من مواليد 1972، وهو مؤلِّف كتاب: إسلام بدون متطرِّفين قضية مسلم من أجل الحريَّة Islam without Extremes: A Muslim Case for Liberty، رُشِّح هذا الكتاب عام 2012 لجائزة ليونيل غليلبير والتي تمنح لأفضل كتاب واقعي في العالم مكتوب بالإنكليزيَّة.
في عام 2013 أصبح مصطفى أكيول كاتباً مساهماً في صحيفة نيويورك تايمز الدوليَّة.

## النشأة وتعليمه
مصطفى هو ابن الصحفي الليبرالي طه أكيول، ولد وتلقى تعليمه المبكِّر في أنقرة، أكمل تعليمه الثانوي في إسطنبول ودرس بعدها العلاقات الدولية في جامعة البوسفور Bosphorus University، حصل على درجة الماجستير من نفس الجامعة وكانت أطروحة التخرُّج حول المسألة الكردية في تركيا وقام بتحويل هذه الأطروحة لاحقاً إلى كتاب حصل على شعبيَّة كبيرة: إعادة النظر في القضية الكرديَّة ما الخطأ الذي حدث ومائا بعد؟ ?Rethinking the Kurdish Issue: What Went Wrong, What Next.

## العمل
يكتب أكيول مقالات منتظمة في صحفتين تركيتين هما ستار وحوريَّت ديلي نيوز، انتقد في كتاباته كلَّاً من التطرُّف الإسلامي والعلمانيَّة التركيَّة، ويشبِّههما باليعقوبية Jacobinism والأصوليَّة، في كثيرٍ من الأحيان تبدو مقالاته وديَّة لحزب العدالة والتنمية الحاكم.
ألقى أكيول العديد من الندوات في جامعات ومؤتمرات في بريطانيا والولايات المتحدة حول قضايا تتعلق بالإسلام والسياسة والشؤون التركيَّة، وألقى محاضرةً في مؤتمر TED عن الإيمان مقابل التقليد في الإسلام.
ألَّف أكيول أيضاً كتاباً باللغة الإنكليزية بعنوان إسلام بدون متطرفين قضية مسلم من أجل الحريَّة Islam without Extremes: A Muslim Case for Liberty، والذي قيل عنه بأنَّه الأساس الفكري الذي يمكن أن يبنى عليه الإصلاح الديني في الإسلام.
في المقابل انتقد البعض مثل شوارتز Schwartz عدم توضيح أكيول بشكلٍ كامل لتاريخ عائلته السياسي والحقائق المتعلِّقة بالديمقراطية التركية وتسرُّعه في الحكم على حزب العدالة والتنمية دون أن يكون لديه أدلَّة مقنعة نيوزويك and إسلام أون لاين.

## دفاعه عن التصميم الذكي
أكيول هو مروِّجٌ صريح للتصميم الذكي intelligent design، وكان المتحدث الرسمي باسم مجموعة Bilim Araştırma Vakfı الإسلامية للعلوم أنشأها عدنان أوكتار.
لاحقاً أعلن أكيول أنَّه أنهى ارتباطه بهذه المنظَّمة بسبب بعض الخلافات التي لا تتعلَّق بالتصميم الذكي.
دافع أكيول عن التصميم الذكي في جلسات استماع ولاية كانساس الأمريكيَّة ، ونسَّق مؤتمر التصميم الذكي الذي دعمته الحكومة التركيَّة في إسطنبول، وهو أيضاً مدير العلاقات الدولية في مؤسِّسة الحوار بين الثقافات التي أسَّسها مؤيِّدوا الداعية التركي الشهير فتح الله غولن.

## أعماله
- إسلام بلا حدود: قضية مسلم من أجل الحريَّة Islam without Extremes: A Muslim Case for Liberty
- إعادة النظر في القضية الكرديَّة ما الخطأ الذي حدث ومائا بعد؟ ?Rethinking the Kurdish Issue: What Went Wrong, What Next